# 그랜드마스터 (마블 코믹스)
그랜드마스터(영어: Grandmaster)는 마블 코믹스의 초월자 캐릭터이다. 엘더스 오브 유니버스의 한 사람으로서 전 우주의 모든 게임들을 마스터했다는 인물이다. 1969년 10월 《어벤저스》 69호에 처음 등장했고, 로이 토머스와 살 부셰마가 공동 창작하였다.

## 담당 배우

### 영화
- 토르: 라그나로크(2017) - 제프 골드블룸

## 담당 성우

### TV 애니메이션
- 판타스틱 포: 세계 최고의 영웅들(2006) - 프렌치 티크너
- 슈퍼 히어로 스쿼드(2009) - 존 오헐리
- 얼티밋 스파이더맨(2012) - 제프 베넷
  - 가디언즈 오브 갤럭시(2015) - 제이슨 스피색

### 비디오 게임
- 마블 슈퍼 히어로 스쿼드: 인피니티 건틀렛(2010) - 존 오헐리